# Церковь Рождества Христова (Иркутск)
Це́рковь Рождества́ Христо́ва — православный храм в Иркутске, расположенный в Ленинском округе на улице Мира.
В 1998 году в Иркутске на месте крушения самолёта «Руслан» в память о жертвах катастрофы была заложена церковь Рождества Христова. 8 октября 1999 года церковь была освящена.
Церковь выполнена в традициях древнерусского зодчества. Иконостас храма был изготовлен с помощью современных технологий.